# 卡伍德·李普頓
柯利弗德·卡伍德“李普”李普頓少尉（Clifford Carwood "Lip" Lipton，1920年1月30日—2001年12月16日）是美國陸軍101空降師第506步兵團第2營E連的軍官。李普頓在1942年入伍的軍階是二等兵。在歐洲戰場時晉升為連軍士長，其後李普頓獲得戰場委任而成為少尉。李普頓說這是對他最大的榮譽。

## 早年生活
李普頓在西維吉尼亞出生和長大。在十歲時父親因交通意外逝世，成為了家中年紀最大的男人，後獲得母親的信賴。由於家中的經濟困難和希望從事軍事生涯，因此就讀了亨廷顿馬歇爾大學一年就離開。其後在生活雜誌中閱讀了一編有關傘兵訓練的文章，該文章講述傘兵訓練及其多麼困難，並在1942年，李普頓應徵入伍及加入傘兵部隊。

## 服役期間
在1944年6月6日的D日行動中，李普頓是由C-47空降諾曼第的傘兵之一，著陸後與E連指揮官理查德·溫特斯中尉及兩個82空降師傘兵會合，其後會合更多E連隊友在卡朗唐南部作戰。
李普頓與二等兵邁倫·蘭尼參與布里考特突擊，E連被指派破壞猶他海灘的4門105毫米榴彈砲（原為88毫米，但當他們到達時已改為105毫米）。完成任務後李普頓獲得銅星勳章。
李普頓參與卡倫坦突擊時被德軍88毫米砲彈碎片擊中受傷，其後獲得紫心勳章。李普頓離開了連數天及其後很高興能返回E連。
李普頓參與E連攻佔埃因霍溫的行動，並和一部分前沿的的偵察隊偵察前方橋樑靜止的連隊。
飛馬行動是一個低風險的小規模行動，E連在加拿大工兵幫助下，利用小艇帶回140名在阿纳姆陷入困境的英軍紅魔鬼部隊。這行動在李普頓和佛瑞德·海力格中尉監督下順利完成。
在比賀伯·索柏更差的新連長諾曼·戴克中尉指揮下，李普頓帶給在阿登森林富瓦的士兵們希望，亦成為E連的非正式指揮官（士官NCO non- commissioned officer此為連士官長）。當E連成功突擊進入富瓦的時候，李普頓被告知將會獲得戰場委任成為少尉。隨後李普頓在海格納獲得戰場委任成為少尉。
E連在蘭茨貝格發現令人震驚的猶太人大屠殺集中營，之後並解放它。李普頓和E連佔領象徵納粹之家的貝希特斯加登。在這裡李普頓認識了能說一口流利英語的斐迪南·保時捷（豹式和虎式坦克的設計者）。他們在L.A.G.A.R戰俘營共進了一餐。
李普頓在二戰結束前一直留在E連。在德国及日本正式投降後，E連解散。於韓戰期間，他一直留在陸軍服務，但並沒有再晉級。

## 退役後
李普頓回到美國後，申請進入馬歇爾大學，完成最後三年的學業，並獲得工程學學士學位。

## 李普頓在媒體
卡伍德·李普頓曾經在兩個電視節目出現過。在电视剧《諾曼第大空降》中，由演员唐尼·華伯格飾演他。

## 逝世
卡伍德·李普頓在2001年12月16日因肺囊腫性纖維化，病逝於北卡羅萊納州的南松市。他的過世對尚存的E連老兵而言，是個重大的損失。

## 有關資料
- Band of Brothers: E Company, 506th Regiment, 101st Airborne from Normandy to Hitler's Eagle's Nest, Stephen Ambrose, Simon & Schuster, 1992年. ISBN 0743464117

- The Parthenon, Marshall University's Student Paper